# Alexandra Schatz

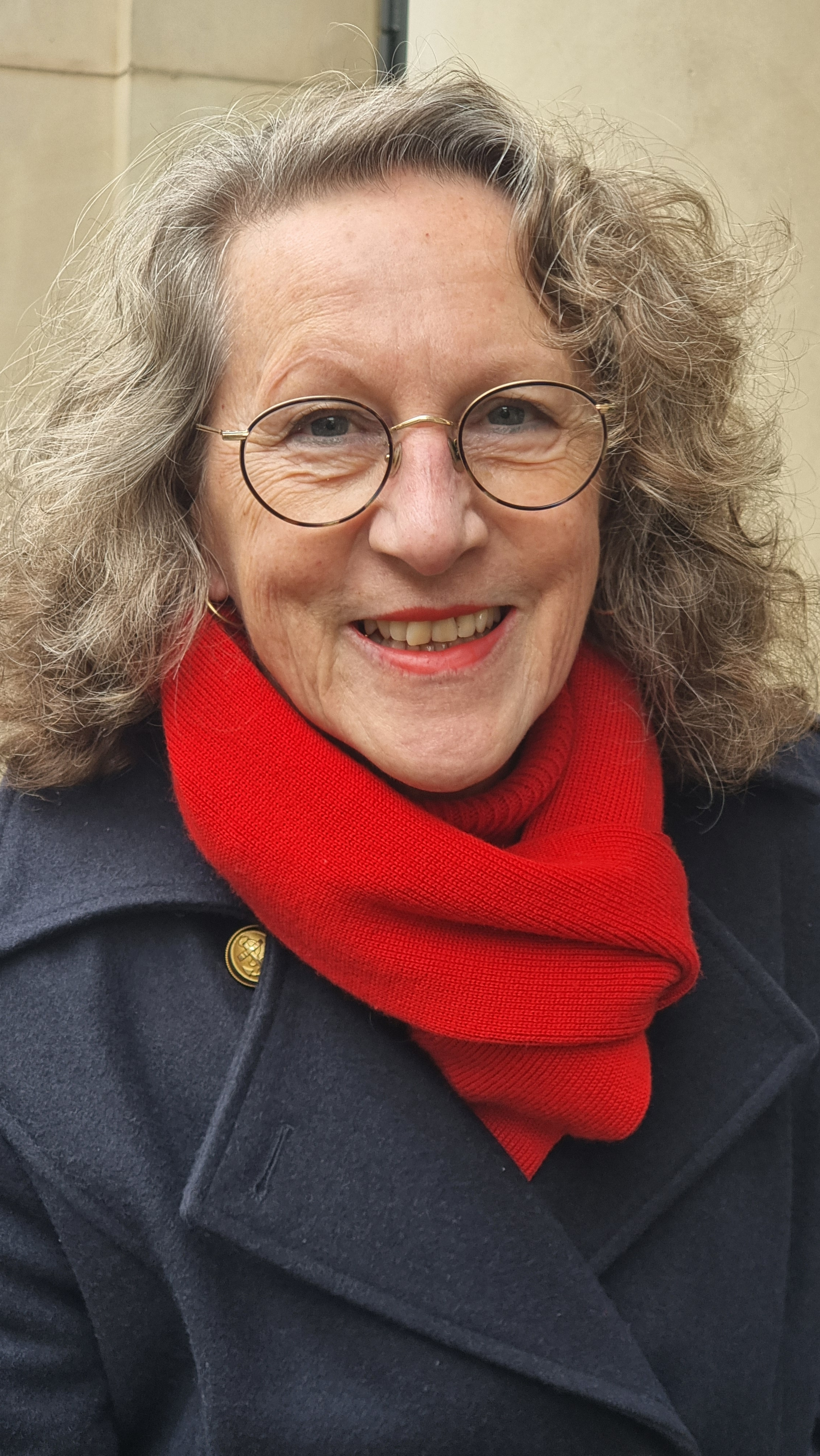
Alexandra Schatz auf der Buchlust 2024

Alexandra Schatz (* 4. Mai 1955 in Pirmasens) ist eine deutsche Regisseurin, Drehbuchautorin, Kamerafrau, Animatorin und Filmproduzentin.

## Leben
Alexandra Schatz wurde in dem Pirmasenser Stadtteil Niedersimten geboren. Sie besuchte das ehemals Neusprachliches Gymnasium genannte Hugo-Ball-Gymnasium und studierte von 1975 bis 1981 die Fächer Film und Fotografie an der Kunsthochschule Braunschweig.
Von 1983 bis 1990 wirkte sie als Dozentin für Animationsfilm an der Hochschule für Bildende Künste Braunschweig, nachdem sie schon zuvor ab 1981 mit der Produktion zahlreicher Zeichentrickfilme begonnen hatte. Zu ihrem Oeuvre zählten rasch Animationen wie beispielsweise für Die Sendung mit der Maus, die Fernseh-Kinderserie Siebenstein oder die Kindersendung Sandmännchen.
In den Jahren 2005 und 2006 produzierte Schatz den Langfilm Der vierte König nach dem Kinderbuch von Ted Sieger, der 2016 als Kinofilm in mehr als 45 Länder verkauft wurde. Bis 2016 produzierte sie zudem 52 Folgen von Molly Monster, die 2010 auch als Filmheldin mit dem Schwerpunkt Weihnachten erschien.
Ihren Firmensitz in Hannover, die Alexandra Schatz Filmproduktion  GmbH, unterhält die Künstlerin und Unternehmerin Am Klagesmarkt 9.